# 39335 Каччін
39335 Каччін (39335 Caccin) — астероїд головного поясу, відкритий 10 січня 2002 року.
Тіссеранів параметр щодо Юпітера — 3,310.